# Huajuapan de León
La ville héroïque de Huajuapan de León est une ville de l'état d'Oaxaca, dans la municipalité du même nom dont elle est le chef-lieu. Elle fait partie de la région mixtèque de Oaxaca. Elle est située à environ 192,65 kilomètres de la ville d'Oaxaca de Juárez. C'est le berceau du Jarabe mixteco (es), une danse du folklore oaxaque, qui représente sa région dans la Guelaguetza (en) chaque année et la Canción mixteca.